# لوکی (خواننده)
کریم دنیس (Kareem Dennis) (زادهٔ ۲۳ مه ۱۹۸۶ در بریتانیا)، خواننده و فعال سیاسی بریتانیایی-عراقی و مشهور به لوکی (Lowkey) است. مادر او اصالتاً عراقی و پدرش انگلیسی است. طرفدارانش او را بیشتر با نام مستعارش Lowkey می‌شناسند. محتوای آهنگ‌های لوکی اغلب سیاسی و ضدامپریالیسم است.

## ترک موسیقی
او اعلام کرده که به دلیل نیاز به تمرکز روی تحصیلاتش دیگر در زمینه ی موسیقی فعالیت نخواهد کرد. همچنین گفته که شاید روزی دوباره به این عرصه بازگردد. 